# Michael van der Wolf
Michael van der Wolf (Rotterdam, 9 december 1970) is een voormalig Nederlands professioneel wielrenner. Van der Wolf behaalde in 1999 een 12e plaats op de ploegenachtervolging tijdens het wereldkampioenschappen baanwielrennen. 

## Belangrijkste resultaten

### 1996
- 2e in 5e etappe Olympia's Tour
- 2e in Dwars door Gendringen
- 2e in Nationale Sluitingsprijs
- 3e in Rund um die Blumenstadt
- 3e in Eindklassement Ster van Brabant
- 3e in 3e etappe Olympia's Tour
- 3e in Lede
- 3e in Izegem

### 1997
- 1e in Ronde van Zuid-Holland
- 1e in 2e etappe Olympia's Tour
- 1e in 3e etappe deel a Olympia's Tour
- 1e in 7e etappe Circuito Montañés
- 1e in 8e etappe Circuito Montañés
- 2e in Ronde van Overijssel
- 2e in Kustprijs
- 2e in Lede
- 2e in Wingene
- 3e in Trofeo Mallorca
- 3e in 3e etappe deel a Vierdaagse van Duinkerke
- 3e in Kampioenschap van Vlaanderen
- 3e in 3e etappe Hessen Rundfahrt

### 1998
- 1e in 3e etappe Olympia's Tour
- 2e in Ronde van Zuid-Holland
- 2e in 2e etappe Olympia's Tour
- 2e in 4e etappe Olympia's Tour
- 2e in 11e etappe Olympia's Tour

### 1999
- 1e in 4e etappe deel a Niedersachsen Rundfahrt
- 3e in Ronde van Noord-Holland
- 3e in 7e etappe Niedersachsen Rundfahrt
- 3e in 3e etappe Rheinland-Pfalz Rundfahrt
- 12e in Wereldkampioenschap baanwielrennen ploegenachtervolging

### 2000
- 1e in 3e etappe Prueba Challenge Costa Brava - Lloret de Mar
- 1e in district kampioenschap Zuid-Holland, Numansdorp
- 2e in Mechelen
- 2e in De Haan
- 3e in Straelen